# Aflossing (shorttrack)

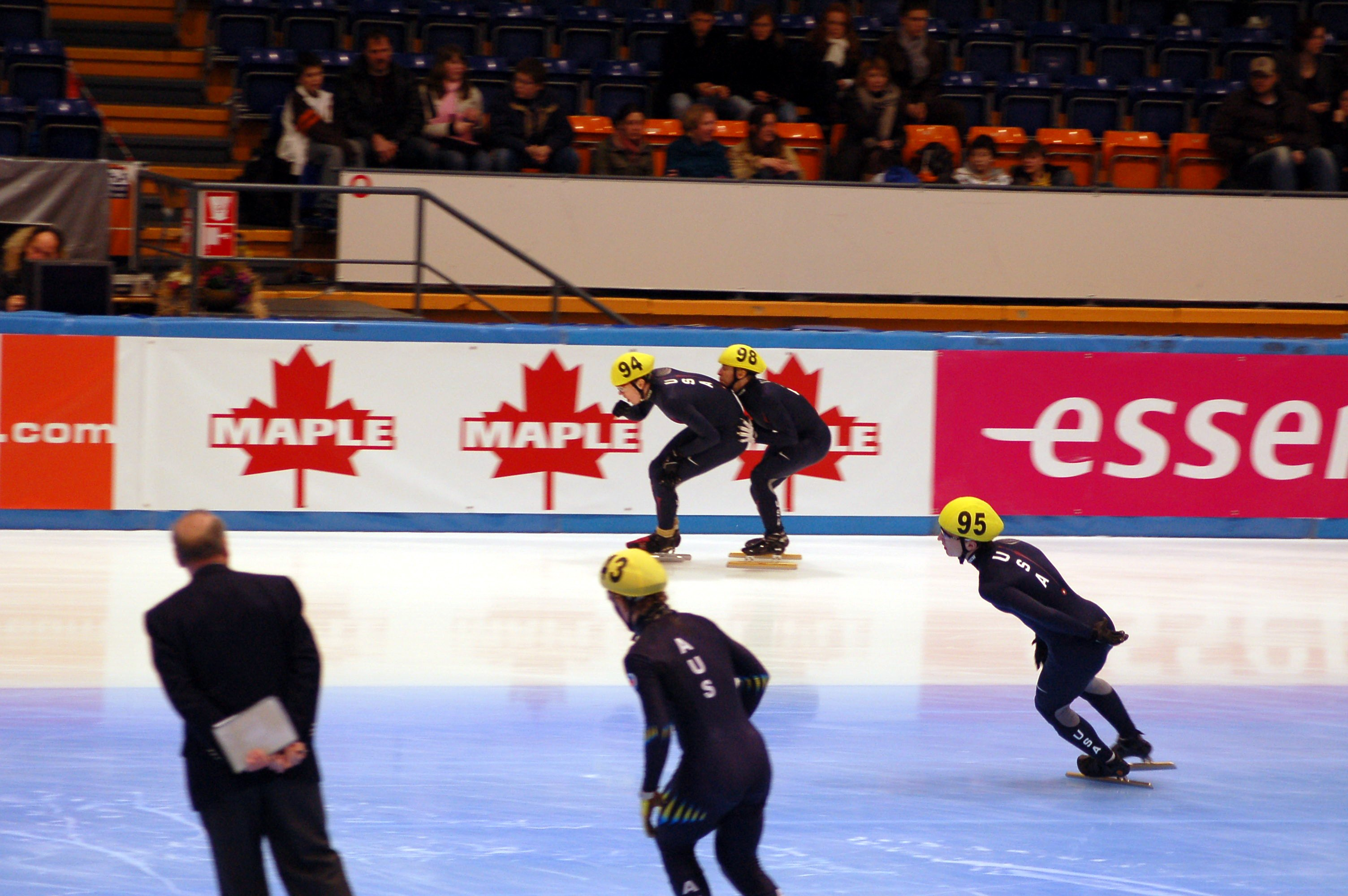
Aflossing tussen Ryan Bedford (94) en Jordan Malone (98) tijdens de wereldbekerwedstrijd in Heerenveen

De aflossing (Engels: relay) is een wedstrijdvorm bij het shorttrack (schaatsen) waarbij leden van hetzelfde team elkaar af moeten wisselen.
Er wordt gereden door meerdere teams van drie of vier rijders, die meestal lid zijn van dezelfde vereniging of (tijdens internationale wedstrijden) uit hetzelfde land komen. De teams zijn van elkaar te onderscheiden door verschillende kleuren helmcaps of schaatspakken. Tijdens een wedstrijd komen er meestal drie of vier teams in de baan. Wedstrijdafstanden zijn op internationaal niveau 5000 meter (45 rondes) voor de heren en 3000 meter (27 rondes) voor de dames.
Van elk team rijdt telkens één rijder een aantal ronden in de baan, de overige teamleden wachten in het midden. Vervolgens komt, volgens een vooraf afgesproken volgorde, de volgende rijder aan het einde van de bocht de baan in, waarna er afgewisseld wordt met een duw. Het is gebruikelijk dat de inkomende rijder aan de binnenkant van de baan meerijdt, om zo het aflossen te vergemakkelijken. Het aantal rondes waarna afgewisseld wordt mag door de rijders zelf bepaald worden, maar 1.5 en 2 rondes zijn gangbare aantallen. Bij onvoorziene omstandigheden kan de volgorde of het aantal gereden rondes voor een aflossing tussentijds gewijzigd worden, om zo bijvoorbeeld een vermoeide of gevallen rijder te laten rusten.
De rijders wisselen elkaar op deze manier af, tot drie ronden voor het einde. Dan klinkt er een schot om aan te geven dat er nog één keer gewisseld mag worden. De rijder die dan in de baan komt rijdt vervolgens de race uit. Diskwalificatie volgt als er niet zichtbaar gewisseld wordt of als er afgewisseld wordt in de laatste twee ronden. Nadat een rijder is gevallen geldt de laatste regel niet en mag de gevallen rijder wél afgelost worden door een teamgenoot.

## Kampioenen
- Wereldkampioenschap shorttrack (individueel)#Mannen aflossing
- Wereldkampioenschap shorttrack (individueel)#Vrouwen aflossing
- Europese kampioenschappen shorttrack#Mannen aflossing
- Europese kampioenschappen shorttrack#Vrouwen aflossing